# Novă

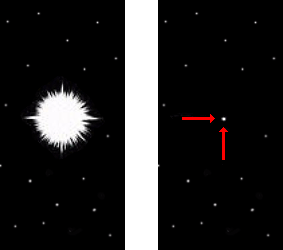
Nova în timpul şi după explozie

Nova este o explozie a unei stele  care face ca steaua respectivă să devină mai strălucitoare apoi să revină la forma inițială. 
Novele fac parte din sisteme binare, sau duble, care se numesc variabile cataclismice . Mai demult astronomii foloseau termenul de nova (în latină nova, plural novae – nouă, noi) pentru a descrie toate corpurile cerești care deveneau brusc vizibile cu ochiul liber. Astăzi, astronomii pot să deosebească novele de supernove (asemenea novelor dar care își schimba forma inițială) cu o tehnologie numită spectroscopie.
O explozie nova este produsă în interacțiunea a două stele care sunt foarte apropiate una de cealaltă. Forța gravitațională a unei stele atrage atmosfera altei stele în propria atmosferă. Când atmosfera devine destul de densă, explodează, strălucirea fiind vizibilă cu ochiul liber. Apoi, stelele revin la forma lor inițială, relativ neschimbată. Timpul necesar unei nove pentru a ajunge la maximul de strălucire iar apoi pentru a reveni la forma inițială este variabil. Există nove rapide care ajung la maximul de strălucire în câteva zile păstrându-și strălucirea de la câteva ore la o săptămână și nove lente (de obicei cele mai strălucitoare) care strălucesc luni de zile sau chiar ani.

## Exemple de nove
| ani  | Nova                               | Maximum de stralucire |
| 1891 | T Aurigae                          | 3.8 mag               |
| 1898 | V1059 Sagittarii                   | 4.5 mag               |
| 1899 | V606 Aquilae                       | 5.5 mag               |
| 1901 | GK Persei                          | 0.2 mag               |
| 1903 | Nova Geminorum 1903                | 6 mag                 |
| 1905 | Nova Aquilae 1905                  | 7.3 mag               |
| 1910 | Nova Lacertae 1910                 | 4.6 mag               |
| 1912 | Nova Geminorum 1912                | 3.5 mag               |
| 1918 | V603 Aquilae                       | −1.8 mag              |
| 1919 | Nova Lyrae 1919                    | 7.4 mag               |
| 1919 | Nova Ophiuchi 1919                 | 7.4 mag               |
| 1920 | Nova Cygni 1920                    | 2.0 mag               |
| 1925 | RR Pictoris                        | 1.2 mag               |
| 1934 | DQ Herculis                        | 1.4 mag               |
| 1936 | CP Lacertae                        | 2.1 mag               |
| 1939 | BT Monoceretis                     | 4.5 mag               |
| 1942 | CP Puppis                          | 0.3 mag               |
| 1943 | Nova Aquilae 1943                  | 6.1 mag               |
| 1950 | DK Lacertae                        | 5.0 mag               |
| 1960 | V446 Herculis                      | 2.8 mag               |
| 1963 | V533 Herculis                      | 3 mag                 |
| 1970 | FH Serpentis                       | 4 mag                 |
| 1975 | V1500 Cygni                        | 2.0 mag               |
| 1975 | V373 Scuti                         | 6 mag                 |
| 1976 | NQ Vulpeculae                      | 6 mag                 |
| 1978 | V1668 Cygni                        | 6 mag                 |
| 1984 | QU Vulpeculae                      | 5.2 mag               |
| 1986 | V842 Centauri                      | 4.6 mag               |
| 1991 | V838 Herculis                      | 5.0 mag               |
| 1992 | V1974 Cygni                        | 4.2 mag               |
| 1999 | V1494 Aquilae                      | 5.03 mag              |
| 1999 | V382 Velorum                       | 2.6 mag               |
| 2006 | RS Ophiuchi                        | 4,5 mag               |
| 2007 | V1280 Scorpii                      | 3,9 mag               |
| 2013 | V339 Delphini (Nova Delphini 2013) | 4,5 mag               |

## Nove recurente
O pitică albă poate produce nove în mai multe rânduri, atâta timp cât hidrogenul adițional provenind de la steaua sa companion continuă să se acumuleze la suprafața sa.
Un exemplu este RS Ophiuchi, la care se cunosc șase erupții (în 1898, 1933, 1958, 1967, 1985 și în 2006).
Totuși, mai devreme sau mai târziu, steaua companion își va epuiza materia sau pitica albă va suferi o novă atât de puternică încât va fi complet distrusă de acest proces.
Fenomenul este un pic asemănător cu o supernovă de tip I; totuși, în general supernovele implică procese diferite și energii mult mai înalte și nu ar trebui confundate cu novele obișnuite.
Câteva nove recurente:
- T Coronae Borealis
- RS Ophiuchi
- T Pyxidis